# Sełyszcze (rejon nowogrodzki)
Sełyszcze (ukr. Селище) – wieś na Ukrainie, w obwodzie czernihowskim, w rejonie nowogrodzkim, w hromadzie Semeniwka. W 2001 liczyła 19 mieszkańców. W 2024 w miejscowości mieszkała tylko jedna osoba, 64-letnia kobieta